# Korolev (romanzo)
Korolev  è un romanzo di fantascienza di Paolo Aresi, pubblicato originariamente in Italia nel 2011 sul numero 1569 della collana Urania, numero dedicato al 50º anniversario del primo volo umano nello spazio di Yuri Gagarin.
Il romanzo è un omaggio alla figura del padre della cosmonautica russa, Sergej Pavlovič Korolëv (1907-1966). La seconda parte del libro è di fatto un romanzo storico, con la trama quasi tutta centrata su Korolev, soprannominato il “Costruttore Capo”. L'uomo che progettò sia i lanciatori Sojuz sia la Voschod fu il principale animatore e ideatore del programma Vostok e progettò infine il razzo N1  che doveva essere il vettore per lo sbarco sovietico sulla Luna.
L'autore è un rappresentante della nuova fantascienza tecnologica ed avventurosa che si rifà direttamente ad autori classici quali Edmond Hamilton, Robert A. Heinlein e Arthur C. Clarke, ed in particolare, per il robot  "angelo custode", a James White di Vita con gli automi.
I nomi di tutti i personaggi sono stati presi a prestito da quelli di famosi autori di fantascienza, o da personaggi storici connessi con il mondo degli astronauti americani e dei cosmonauti russi. Un “padre” della fantascienza italiana, Cesare Falessi, dà il nome al personaggio del responsabile delle comunicazioni radio e video.

## Trama
2084: la quarta missione su Marte è in corso con un equipaggio misto NASA-ESA. Durante l'esplorazione del Noctis Labyrinthus (uno dei canyon più profondi di Marte) Gregor, uno degli astronauti, comincia a provare strane premonizioni e scopre una navicella “aliena”. Essa si rivelerà in realtà una capsula di rientro Sojuz, del tipo quasi sempre usato con il razzo russo lanciatori Sojuz.
Mentre l'altro astronauta della squadra, Hamilton, smonta le ali dell'aereo che li ha condotti sul posto, Gregor scopre una caverna e richiamato il compagno ne inizia l'esplorazione sino a penetrare a settemila metri di profondità sotto la superficie di Marte, dove scoprono un ambiente paradisiaco con un vasto mare interno, una ecologia ricca ed ammaliante ed una costruzione tecnologicamente avanzatissima.
Gli astronauti rinvengono nella struttura aliena un apparato criogenico al cui interno, vivo e in sospensione criogenica, si trova Sergej Pavlovič Korolëv, il padre del programma spaziale sovietico, ufficialmente morto nel 1966. Un robot dotato di intelligenza artificiale sembra vegliare su di lui ed all'arrivo di Gregor ed Hamilton lo risveglia.
Korolev interagisce con i visitatori, che apprendono così che l'uomo era giunto in segreto su Marte a bordo della navetta sovietica, scoprendo il robot e la base aliena e sopravvivendo in stato di ibernazione per oltre un secolo, senza morire di cancro come la storiografia ufficiale recita, anzi venendo ringiovanito e guarito dal male che lo affliggeva durante il lungo processo di animazione sospesa.
Sulla Terra, alla notizia che un russo si trova su Marte, le vecchie e sopite rivalità egemoniche si risvegliano e russi e cinesi inviano un'astronave per rivendicare il possesso del pianeta e della tecnologia aliena. Si innesca così una serie di avvenimenti che cambieranno completamente il futuro del pianeta Terra.

## Edizioni
- Paolo Aresi, Korolev, collana Urania n° 1569, Mondadori, 2011,  p. 229.